# 若松泰弘
若松 泰弘（わかまつ やすひろ、1964年9月26日 - ）は、日本の俳優である。大阪府出身。文学座所属。劇団「conne-colle」の演出担当。

## 出演作品

### 舞台
1993年
- 初舞台『フエンテ・オベフーナ』(文学座アトリエ公演)

1995年
- 『メモランダム』(アトリエ)

1996年
- 『太陽が死んだ日』(スフィア)天王洲アイル・アートスフィア

1997年
- 『ローゼンクランツとギルデンスターンは死んだ』(メジャーリーグ)博品館劇場
- 『寒花』(アトリエ)

1998年
- 『リア王』(新国立劇場)
- 『牛乳屋テヴィエ物語』(本公演)東京芸術劇場

1999年
- 『王様は白く思想する』(アトリエ)
- 『翔べない金糸雀の唄』(本公演)

2000年
- 『ノーラまたは人形の家』（名取事務所）シアターΧ

2001年
- 『モンテ・クリスト伯』(本公演)紀伊國屋サザンシアター - ヴィルホール役
- 『奇跡の歌姫 渡辺はま子』(横浜夢座)ランドマークホール
- 『秋の蛍』(本公演)紀伊國屋ホール

2002年
- 『ロスメルスホルムの白い馬』（名取事務所）シアターΧ

2003年
- 『ホームバディ／カブール』(アトリエ)
- 『伯爵夫人』(俳優座劇場)
- 『蜜の味／二等辺三角形』(バニラスカイ)ザムザ阿佐ヶ谷

2004年
- 『津国女夫池』(巣林舎)紀伊國屋ホール

2005年
- 『ぬけがら』（アトリエ）07年再演,10年地方巡演
- 『喝采』（地人会）紀伊國屋ホール

2006年
- 『破戒』(京楽座)俳優座劇場

2007年
- 『ブルーストッキングの女たち』(地人会)紀伊國屋ホール

2008年
- 『ダンシングアットルーナサ』富山オーバード・ホール
- 『トムは真夜中の庭で』（本公演）日生劇場

2009年
- 『ふたり静胎内さぐり』(巣林舎)紀伊國屋ホール
- 『エンドレス・ドリーム ヨコハマの夜明け』大さん橋ホール
- 『岸田國士小品選』可児市文化創造センター、新国立劇場(小劇場)

2011年
- 『山羊…それって…もしかして…シルビア？』(アトリエ)
- 『核・ヒバク・人間』(非戦を選ぶ演劇人の会)全労済ホールスペース・ゼロ
- 『岸田國士傑作短編集』(本公演)紀伊國屋サザンシアター

2012年
- 『ふるあめりかに袖はぬらさじ』御園座、南座、赤坂ACTシアター

### テレビ
- ちょっといい母娘
- 棘・おんなの遺言状
- 天うらら
- 風子のラーメン
- 篤姫（姉小路公知）
- 遺留捜査2
- 臨場

### 映画
- 難波金融伝・ミナミの帝王2

### 吹き替え
- ER緊急救命室シーズンXI #15（ダン・ショアー〈ジェームズ・マッコーリー〉）
- ゴールデンボーイ

### ラジオドラマ
- 夜長姫と耳男
- ア・ルース・ボーイ